# Hipermercado

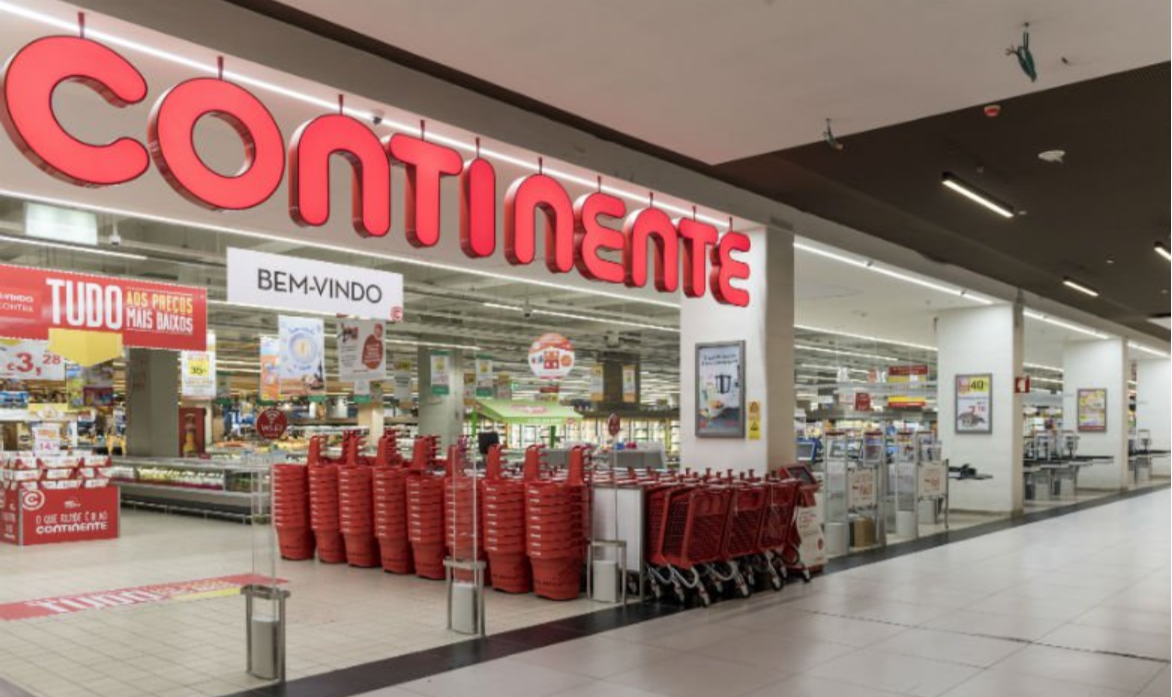
Continente Centro Comercial Colombo (Abril de 2017)

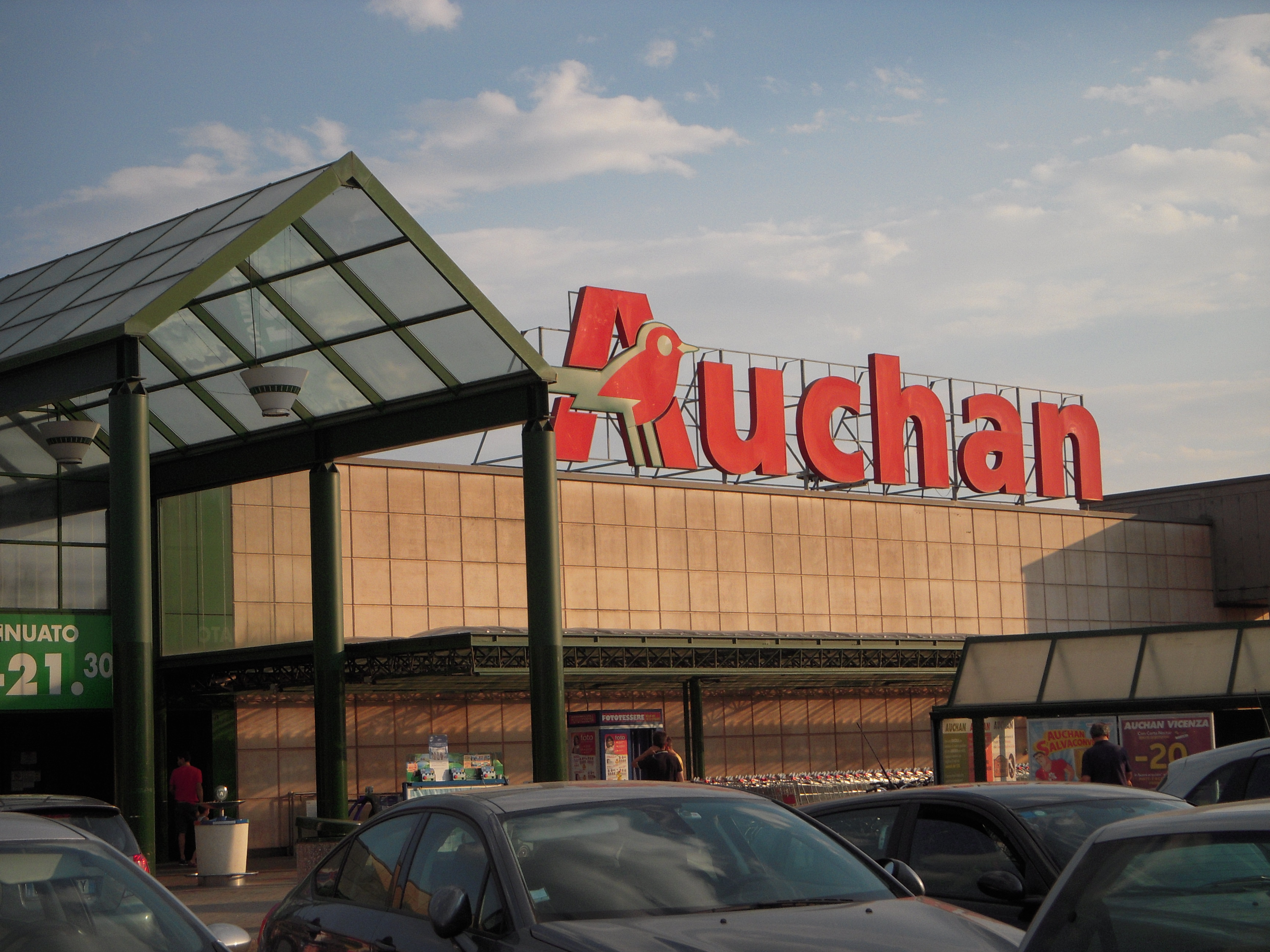
Auchan (ex Jumbo / Pão de Açúcar)

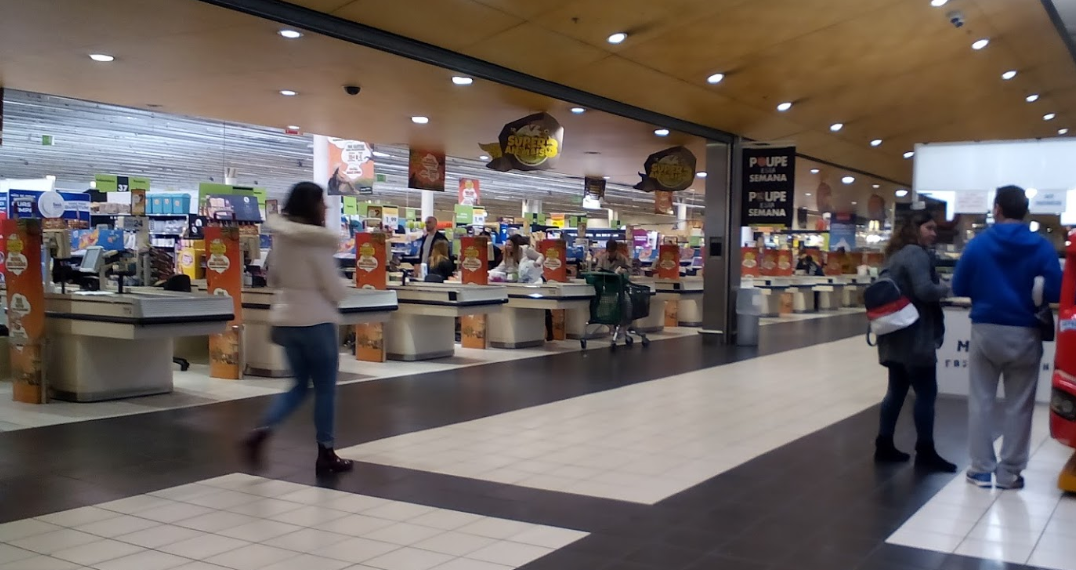
Pingo Doce Chelas (Abril de 2018)

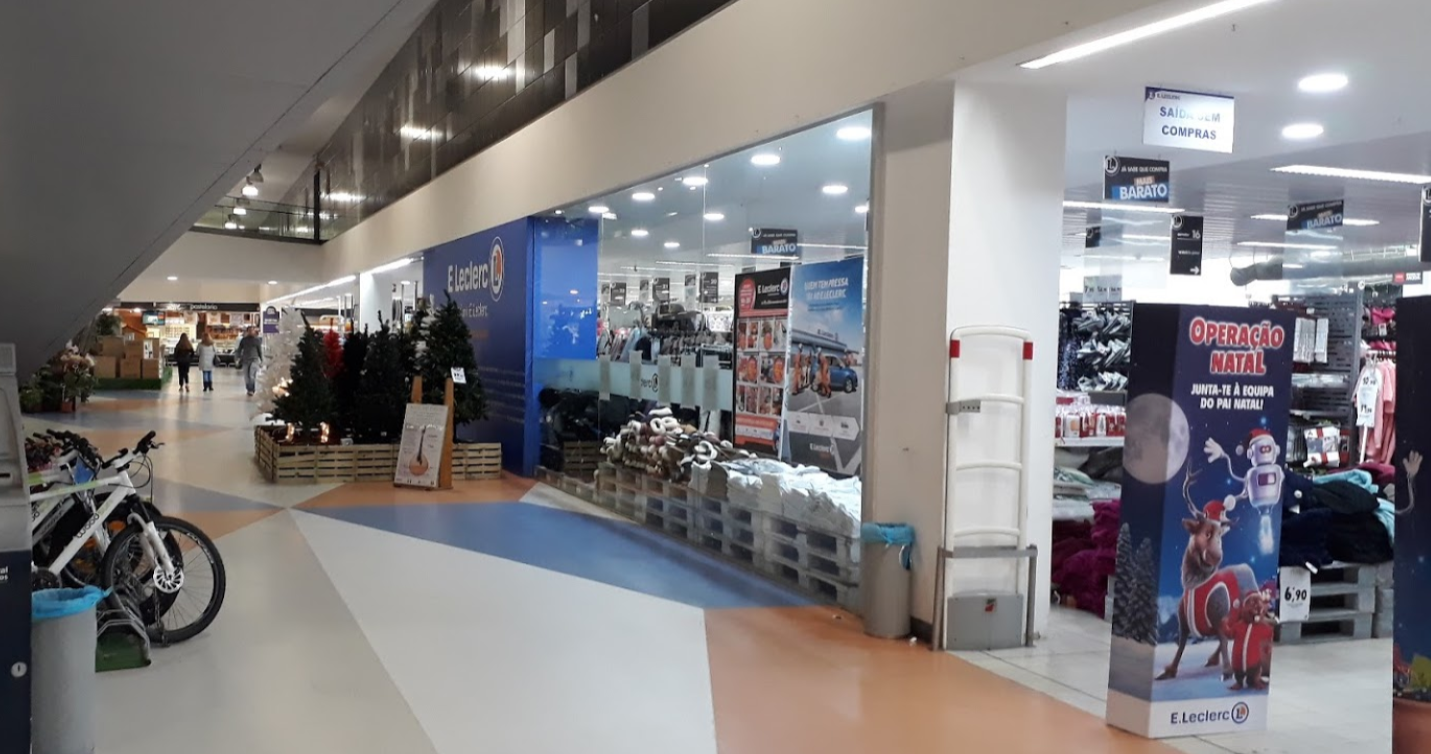
E.Leclerc São Domingos de Rana (Setembro de 2017)

Hipermercado é um tipo de loja retalhista de grande porte, combinando características de um supermercado com uma loja de departamento. Em Portugal existem os hipermercados Continente (43 unidades), Auchan (31 unidades), Pingo Doce (3 unidades) e E.Leclerc (21 unidades).

## História
Os hipermercados foram inventados em 1963 em França, pelo Carrefour. Este formato de loja é tipo supermercado mas com uma maior variedade de produtos e são classificados como tal quando tem mais de 3 mil metros quadrados de área de vendas, contendo tudo o que um supermercado tradicional tem e com a inclusão de roupas, bazar, ferramentas, artigos para jardinagem, produtos para o lar, ferramentas, produtos auto, móveis, electrodomésticos, equipamentos audiovisuais, equipamentos informáticos etc. O primeiro hipermercado inaugurado em Portugal foi o Continente de Matosinhos em 1985.